# Gernot (Oper)
Gernot ist eine Oper in drei Akten von Eugen d’Albert. Das Libretto verfasste Gustav Kastropp. Die Uraufführung der Oper war am 11. April 1897 am Hoftheater Mannheim.

## Handlung

### Erster Akt
König Gernot irrt durch die Wälder auf der Suche nach einer schönen Maid, die er in den Bergen sah. Sein Weg wird durch Feen erschwert, die ihn in Nebelschwaden hüllen und necken. Ihre Königin erscheint in einer Kristallgrotte und will Gernot als König an ihrer Seite. In ihrem Reich Niflheim langweilt sie sich oft und sehnt sich nach Liebe durch einen Gefährten. Doch Gernot lehnt ab, da er nach einem Erdenweib suche und sich nach ihr sehne. Mit erlköniggleichen Verlockungen versucht die Königin, ihn zu gewinnen, doch Gernot verweigert sich. Die Feenkönigin verflucht König Gernot zu unglücklicher Liebe und Tod. Danach verpufft sie mit ihren Untertaninnen. Gernot fällt in Ohnmacht.
In der Nähe verlässt Marbod das Haus seines Vaters, um die Welt mit heroischen Taten zu beglücken. Seine Schwester Helma will ihn zurückhalten. Einst hat sie geschworen, nie einen Mann zu begehren und nur ihrem Bruder anzugehören. Anklänge an Sigmunds Liebe zu seiner Schwester Sieglinde in der Nibelungensage schimmern durch. Helma bittet Marbod bei seinem Weggang, sie wenigstens freizugeben für einen Mann, den sie einst in den Bergen sah. Marbod lässt sie unwillig gehen und zieht in die Welt.
Gernot trifft auf die Alleingelassene, und beide erkennen einander als den/die jeweils Gesuchte/n. Sofort erklären sie sich inbrünstig ihre ewige Liebe. Helma erkennt am Schmuck Gernots, dass er der König ist, und schon hört man aus der Ferne das Heerhorn rufen. Helmas Vater, der greise, blinde Hubald, kommt aus dem Haus und ruft nach der Tochter, die sofort herspringt und ihren neuen Liebhaber vorstellt. Gernot beantragt die Heirat. Der Alte schafft es kaum, zu antworten, da kommt Marbod, der Buggo und seine Gesandten herführt. Dieser suche schon länger nach seinem König. Hubald und Helma freuen sich über den königlichen Bräutigam, und die Mannen schwingen ihre Schwerter und Schilder jubelnd in Aussicht auf die ein oder andere Kanne Met zum Hochzeitsfest.

### Zweiter Akt
Allgemeine Feierlaune am Königshof. Hubald zieht Gernot ins Vertrauen und offenbart Gernot unter der Auflage, Marbod weder einzuweihen noch ihm etwas zuzufügen, dass dieser nicht sein Sohn sei, sondern der des von Gernot einst erschlagenen König Wulf. Die damals schwangere Königin Waltrudis gebar Marbod und setzte ihn bei Hubald aus. Trotz seiner Zusicherungen an den Greis hegt Gernot finstere Absichten und plant den einzigen Spross des verfeindeten Hauses ebenfalls von der Erde zu tilgen.
Er sucht Marbod auf, der immer noch in mürrischer Stimmung wegen Helma ist. Gernot reicht ihm die Hand zur Bruderschaft und lässt ihn bei den Göttern auf den Thron und des Königs Leben schwören. Marbods Verstimmung löst sich, und er verspricht, ein treuer Gefolgsmann zu werden.
Helma kommt in den Saal, und bald darauf ein Priester mit Gefolge, um vor Wotans Altar die Hochzeitszeremonie abzuhalten. Am Rande sucht Baggo das Gespräch mit Marbod und offenbart seinen Glauben, dass dieser der Sohn König Wulfs ist, der beim Volk sehr beliebt war. Sein Blick und die blonden Locken erinnerten ihn stark an den einstigen Herrscher. Der Despot und Mörder Gernot sei allgemein geächtet, und nur um den Schein zu wahren, zeigt man sich loyal ihm gegenüber. Marbod reagiert bestürzt und mit Unglaube, doch seine Neugier ist geweckt: er befragt die seltsame alte Hexe Waltrudis, die sich ihm nach einigen prophetischen Phrasen als Mutter zu erkennen gibt. Sie stachelt ihn zum Mord des Königs an. Marbod gemahnt an seinen Treueschwur, doch die finstere Mutter erinnert, dass auch Gernot Wulf gegenüber einen Schwur leistete und ihn dennoch tötete. Marbod ist voller Zerrissenheit und Frust. Gerade verliert er seine Schwester an den Mörder seines Vaters, und dann hat er diesem auch noch den Treueeid geschworen.

### Dritter Akt
König Gernot hält Heerschau mit seinen Beratern. Einzig Marbod wird seit Tagen vermisst. Hubald bringt Nachricht, dass er im Gebirge mit seinen Mannen rastet und Helma weiß zu berichten, dass er womöglich plant, einen Aufstand gegen Gernot anzuzetteln. Gernot schickt Buggo aus, um Marbod zu treffen und ihn tot oder lebendig herbeizuschaffen. Priester segnen die Waffen, doch bevor Buggo mit seinen Leuten losziehen kann, fährt Waltrudis dazwischen. Sie prophezeit Gernots Untergang und die Rückkehr von Wulfs einzigem Erben – alle Männer geraten in erstaunte Aufruhr. Als Gernot an Marbods Eid erinnert, zerbricht Waltrudis diesen:
„Den Eid zerbrech’ ich,

Der Eid vergehe,

Der Eid zerflatt’re,

Wie jener Eid,

Den du geschworen,

Dem König Wulf geschworen,

Dem König Wulf, –

Den du erschlugst.“
Kaum kann Gernot befehlen, die Alte zu fesseln und zu knebeln, erscheint schon Marbod mit seiner Horde am Horizont. Er fordert Rache und sein Recht als König. Als Gernot versucht, ihn mit dem Leben seiner Mutter zu erpressen, wechselt Buggo die Seite und beschützt die Königsmutter. Marbod fordert Gernot zum Zweikampf, in welchem dieser getötet wird. Helma wirft sich schmerzensreich auf seine Leiche, Marbod wird vor Ort gekrönt und auf einem Schild von den jubelnden Männern davongetragen. Er wirft einen letzten gerührten Blick auf Helma, welche von Hubald damit getröstet wird, dass sie den Leichnam bei ihrer Hütte begraben wollen.
Als beide gegangen sind, kommen die Elfen und tragen Gernot zu ihrer Königin, die ihn mit offenen Armen empfängt. Der Schicksalsring schließt sich, wie der Vorhang.